# Mahmoud Hosseini Zad
Mahmoud Hosseini Zad lyssna (fil), född 6 april 1946 i Firuzkuh, är en iransk översättare av samtida tyskspråkig litteratur. Han är också skribent, tolk och docent.
När han var 20 år reste han till München för att studera statsvetenskap på Münchens universitet. Efter studierna flyttade han tillbaka till Iran och började att arbeta som översättare hos Islamic Republic of Iran Broadcasting (IRIB). Samtidigt var han docent i det tyska språket och den tyska litteraturen på Teherans universitet, Azad universitet och Tarbiat Modarres universitet.
28 augusti 2013 tilldelades han Goethemedaljen.

## Bjudning av Le Centre Dürrenmatt Neuchâtel

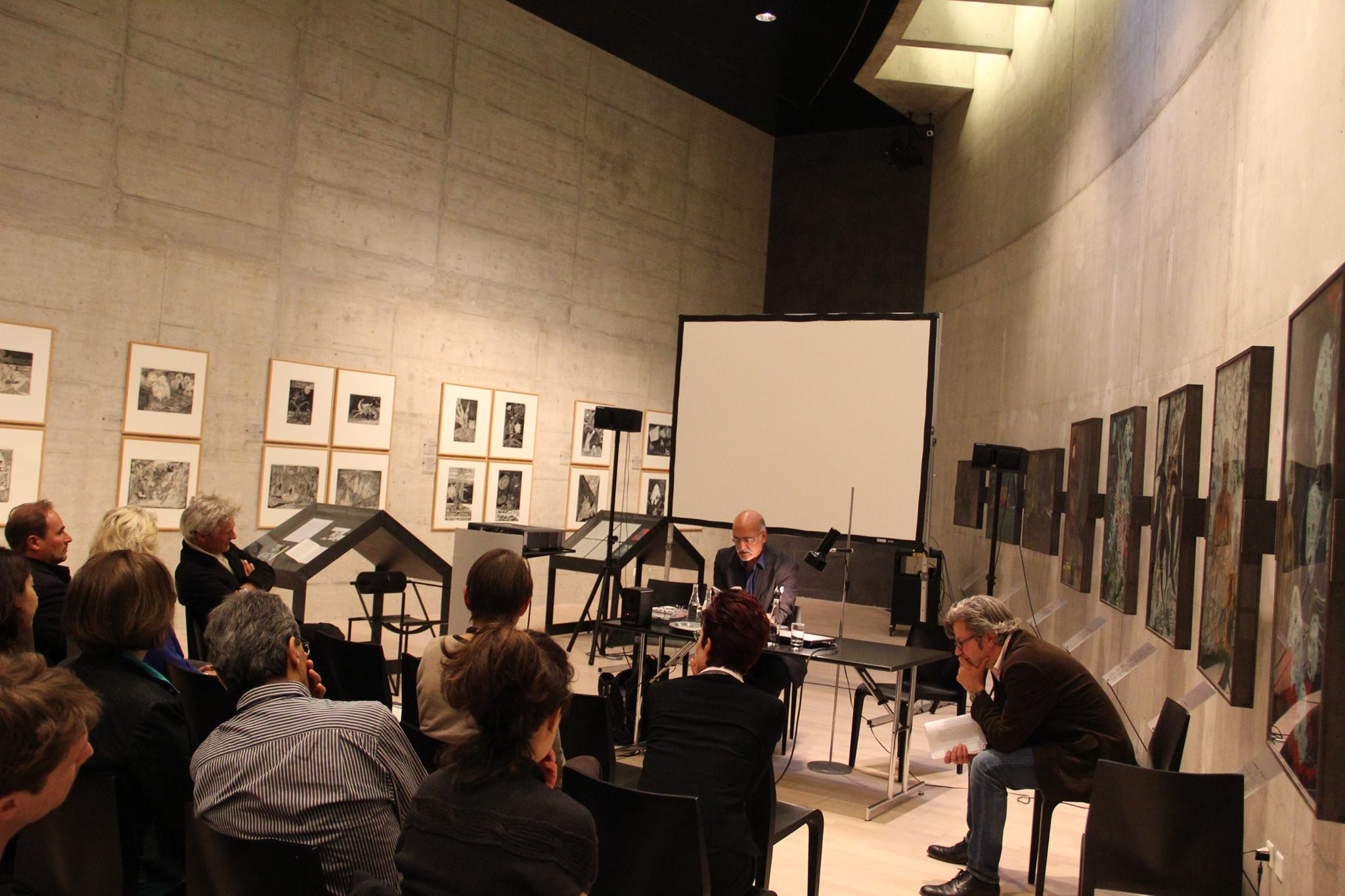
Mahmoud Hosseini Zad i Centre Dürrenmatt Neuchâtel.

April 2015 anordnade Le Centre Dürrenmatt Neuchâtel en författarafton och diskussion med Hosseini Zad i ramen av Printemps culturel. Han talade om popularitetet av Dürrenmatt i Iran, hans arbete som översättare och han läsde på hans översättningar.

## Översättningar
- Genet, Jean: Les Nègres Teaterpjäs, översättningstitel: Siabarzangiha, Teheran, 2017
- Hermann, Judith: Aller Liebe Anfang, Roman, översättningstitel: Avval-e Asjeghi, Teheran, 2015
- Wustmann, Gerrit: Grüngewandt, poem på två språk, översättningstitel: Sabzpusch, Bremen, 2014
- Widmer, Urs : Herr Adamson, översättningstitel: Agha ye Adamson, 2014
- Schulze, Ingo: Handy, översättningstitel: Mobile, 2014
- Hermann, Judith; Özdamar, Emine Sevgi; Schlink, Bernhard; Schulze, Ingo; Stamm, Peter: Noveller av flera verk, översättningstitel: Aseman-e khis (den våta himlen), Teheran, 2012
- Stamm, Peter: Agnes, översättningstitel: Agnes, Teheran, 2009
- Hermann, Judith: Alice, översättningstitel: Alice, Teheran, 2009
- Krösinger, Hans Werner: Nach Hause kommen, översättningstitel: Bazgascht be vatan, Teheran, 2009
- Timm, Uwe: Am Beispiel meines Bruders, översättningstitel: Masalan baradaram, Teheran, 2008
- Hermann, Judith, nouvelles de: Sommerhaus später och Nichts als Gespenster, översättningstitel: In suy-e rudkhane, Teheran, 2007
- Dürrenmatt, Friedrich: Das Versprechen, översättningstitel: Ghol, Teheran, 2008
- Dürrenmatt, Friedrich: Der Verdacht, översättningstitel: Su-e zan, Teheran, 2006
- Lange, Hartmut: Italienische Novellen, översättningstitel: Hemayat az hitch, Teheran, 2005
- Ostermaier, Albert: Erreger, översättningstitel: Virus, Teheran, 2005
- Berg, Sibylle; Franck, Julia; Hermann, Judith; Schulze, Ingo: Noveller av flera verk av skribenter, översättningstitel: Gozaran-e ruz, Teheran, 2005
- Böll, Heinrich; Handke, Peter; Kafka, Franz; Kant, Hermann; Mann, Thomas; Meckel, Christoph och andra, novell, översättningstitel: Maghbaredar o marg, Teheran, 2005
- Dürrenmatt, Friedrich: Der Richter und sein Henker, översättningstitel: Ghazi o dschalladasch, Teheran, 1991, den reviderade upplagan, 2006
- Brecht, Bertolt: Baal, översättningstitel: Baal, Teheran, 2001
- Brecht, Bertolt: Im Dickicht der Städte, översättningstitel: Dar dschangal-e schahr, Teheran, 2001
- Brecht, Bertolt: Trommeln in der Nacht, översättningstitel: Seday-e tabl dar schab, Teheran, 2001
- Brecht, Bertolt: Einakter, översättningstitel: Tak pardeiha, Teheran, 1979
- Gorkij, Maksim: Über Kinderliteratur. Aufsätze und Äußerungen, översättningstitel: Darbare-ye Adabiyat-e Kudakan, Teheran, 1978

## Egna verk
- Bist zakhm e kari (Tjugo sår) - roman, Teheran, 2017
- Sarasch ra gozascht ruy-e Felez-e sard, az koschtan o raftan. (Han lade huvudet på den kalla metallen - av döda och lämnar) - nouveller, Teheran, 2015
- Asseman, kipp-e abr (Himlen, full av moln) – nouveller, Teheran, 2013
- In barf key amade... (När är så här snön?) – nouveller, Teheran, 2011
- Siahi-ye tchasbnak-e chab (Den blytunga nattens mörker) – nouveller, Teheran, 2005
- Tagarg amad emsal bar san-e marg (I år, haglar det som döden) – teaterpjäs, Teheran, 1997
- Nahade sar gharibane be divar (Som en okänd, lutar hon huvudet mot väggen) – Teaterpjäs, Teheran, 1996